# Transformacja Fouriera

Wykresy dwóch funkcji rzeczywistych oraz ich transformaty Fouriera. Drugi sygnał, przesunięty w czasie względem pierwszego, pomimo identycznej postaci, ma inną transformatę Fouriera

Transformacja Fouriera – transformacja całkowa, która przyjmuje funkcję rzeczywistą {\displaystyle f(t),t\in R} jako daną wejściową i wyprowadza funkcję o wartościach zespolonych, która opisuje stopień, w jakim w funkcji wejściowej występują funkcje zespolone {\displaystyle f_{\omega }=e^{-i\omega t}.} Transformatą Fouriera nazywa się funkcję, która powstaje w wyniku działania transformacji Fouriera.

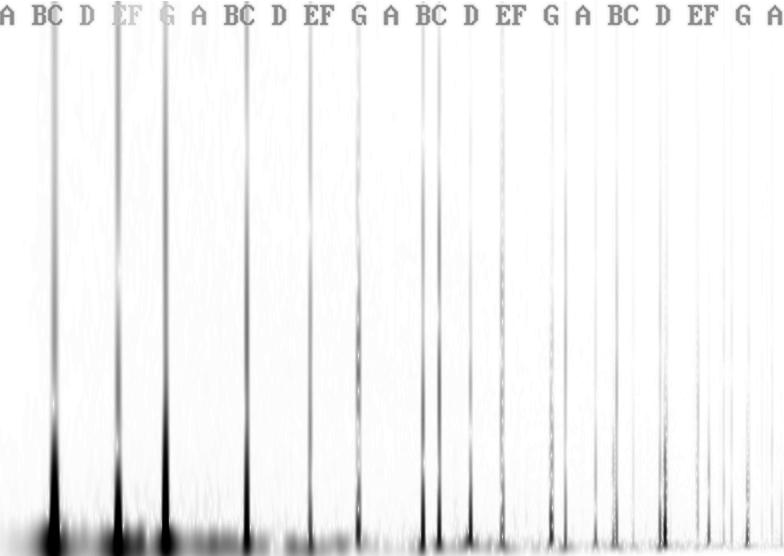
Zastosowanie transformacji Fouriera do określenia składowych akordu C dur fortepianu. Pierwsze trzy piki od lewej odpowiadają podstawowym częstotliwościom C, E, G. Pozostałe są wyższymi harmonicznymi.

Przykładowo, obliczanie transformaty Fouriera trwającego jakiś czas sygnału akustycznego oznacza obliczanie amplitud składowych zespolonych tego dźwięku (por. wykresy transformaty obok dla funkcji schodkowych).
Transformacja Fouriera jest operatorem liniowym działającym na przestrzeni funkcyjnej funkcji zmiennej rzeczywistej i dokonującym rozkładu danej funkcji {\displaystyle f} w bazie ortonormalnej zespolonych funkcji eksponencjalnych {\displaystyle f_{\omega }=e^{-i\omega t},\omega \in R} poprzez liczenie iloczynów skalarnych danej funkcji z funkcjami bazy.
Transformacja Fouriera została nazwana na cześć Jeana Baptiste’a Josepha Fouriera.

## Definicja transformacji Fouriera w postaci zespolonej dla funkcji jednej zmiennej
Podana tu zostanie definicja transformacji Fouriera w postaci zespolonej. Obok tej postaci występują także postacie całkowe transformaty Fouriera, wyrażone przez funkcje rzeczywiste sinus i cosinus, bez użycia jednostki urojonej; postacie te można otrzymać z transformaty Fouriera w postaci zespolonej; nie omawia jednak tego zagadnienia ten artykuł.

### Założenia – warunki Dirichleta
Zakładamy, że funkcja {\displaystyle f} spełnia pierwszy i drugi warunek Dirichleta, tj. jest to funkcja rzeczywista {\displaystyle f\colon \mathbb {R} \longrightarrow \mathbb {R} ,} określona na skończonym przedziale {\displaystyle (a,b)} oraz
1. {\displaystyle f(t)} jest przedziałami monotoniczna w przedziale {\displaystyle (a,b)} – tzn. jest w nim ograniczona i można podzielić ten przedział na skończoną liczbę podprzedziałów, wewnątrz których funkcja jest monotoniczna (czyli funkcja ta ma skończoną liczbę maksimów lokalnych i minimów lokalnych),
2. {\displaystyle f(t)} jest ciągła w przedziale {\displaystyle (a,b)} z wyjątkiem co najwyżej skończonej liczby punktów nieciągłości pierwszego rodzaju, przy czym w każdym punkcie nieciągłości spełniony jest warunek
{\displaystyle f(t_{0})={\tfrac {1}{2}}[f(t_{0+})+f(t_{0-}).}

Uwagi:
1. Całkowalność funkcji, gwarantowana przez spełnienie warunków Dirichleta, jest istotnym wymogiem w obliczaniu transformaty Fouriera, która opiera się na obliczaniu całek. (Ten sam wymóg dotyczy szeregów Fouriera, bowiem współczynniki rozwinięcia w szereg Fouriera są wyrażone za pomocą całek.)
2. Dla funkcji okresowej warunki Dirichleta wystarczy zbadać na dowolnym przedziale {\displaystyle (a,a+T)} o długości równej okresowi funkcji {\displaystyle T.}
3. Warunki Dirichleta są to warunki wystarczające do tego, by dla funkcji, która je spełnia, istniała całka Fouriera i szereg Fouriera. Jednak nie są to warunki konieczne – istnieje klasa funkcji, które nie spełniają warunków Dirichleta, a mimo to mają całkę i szereg Fouriera. Także dla funkcji uogólnionych, tzw. dystrybucji (np. delta Diraca), które mają istotne znaczenie w obliczeniach fizyki cząstek elementarnych, definiuje się transformaty Fouriera.

### Transformacja z dziedziny czasu w dziedzinę pulsacji
Transformacja z dziedziny czasu {\displaystyle t} w dziedzinę pulsacji (częstości kołowej) {\displaystyle \omega } ma postać
{\displaystyle {\hat {f}}(\omega )=\int \limits _{-\infty }^{\infty }f(t)e^{-i\omega t}dt,}
gdzie:
{\displaystyle f(t)} – funkcja (oryginał) w dziedzinie czasu,
{\displaystyle {\hat {f}}(\omega )} – transformata Fouriera (widmo Fouriera) w dziedzinie pulsacji,
{\displaystyle i} – jednostka urojona.

### Transformacja odwrotna
Transformacja odwrotna zadana jest całką
{\displaystyle f(t)={\frac {1}{2\pi }}\int \limits _{-\infty }^{\infty }{\hat {f}}(\omega )e^{i\omega t}d\omega }
– pozwala odtworzyć funkcję pierwotną z jej widma.

### Widmo amplitudowe i fazowe
Transformatę {\displaystyle {\hat {f}}(\omega )} funkcji rzeczywistej {\displaystyle f(t)} można zapisać następująco:
{\displaystyle {\hat {f}}(\omega )=|{\hat {f}}(\omega )|\cdot e^{i\theta (\omega )}\,,\qquad |\theta (\omega )|\leqslant \pi .}
Używa się następujących nazw:
- {\displaystyle {\hat {f}}(\omega )} – charakterystyka widmową (gęstością widma, krótko: widmo) funkcji {\displaystyle f(t),}
- {\displaystyle |{\hat {f}}(\omega )|} – charakterystyka amplitudowa (widmo amplitudowe) funkcji {\displaystyle f(t),}
- {\displaystyle \theta (\omega )} – charakterystyka fazowa (widmo fazowe) funkcji {\displaystyle f(t).}

Widmo amplitudowe jest funkcją rzeczywistą; można je obliczyć ze wzoru:
{\displaystyle |{\hat {f}}(\omega )|={\sqrt {Re({\hat {f}}(\omega ))^{2}+Im({\hat {f}}(\omega ))^{2}}}.}
Widmo fazowe jest funkcją rzeczywistą; można je obliczyć ze wzorów
{\displaystyle \cos \theta (\omega )={\frac {Re({\hat {f}}(\omega )}{\sqrt {Re({\hat {f}}(\omega ))^{2}+Im({\hat {f}}(\omega ))^{2}}}},}
{\displaystyle \sin \theta (\omega )=-\,{\frac {Im({\hat {f}}(\omega )}{\sqrt {Re({\hat {f}}(\omega ))^{2}+Im({\hat {f}}(\omega ))^{2}}}}.}
Stąd:
{\displaystyle \theta (\omega )=\operatorname {arctg} {\Big [}{\tfrac {\sin \theta (\omega )}{\cos \theta (\omega )}}{\Big ]}.}

Funkcję w płaszczyźnie zespolonej reprezentuje wektor o końcu w punkcie który obraca się wokół początku układu współrzędnych przeciwnie do ruchu wskazówek zegara, gdy rośnie wartość zmiennej Pokazano też rzut tego wektora na oś rzeczywistą, kreślącego cosinusoidę

Sens transformaty Fouriera jest następujący:
Transformata {\displaystyle {\hat {f}}(\omega )} jest liczbą zespoloną, której moduł i faza określają amplitudę i fazę składowej o pulsacji {\displaystyle \omega ,} wchodzącej w skład sygnału {\displaystyle f(t).} Obliczenie transformaty Fouriera pozwala więc znaleźć amplitudy i fazy wszystkich takich składowych w sygnale.
Przykład obliczeń wraz w wykresami funkcji, opisujących charakterystyki widmową, amplitudową i fazową podano dalej.

Obracający się przeciwnie do ruchu wskazówek zegara wektor ma dodatnią częstotliwość rad/s. Nie pokazano wektora obracającego się zgodnie z ruchem wskazówek zegara, który ma ujemną częstotliwość rad/s. Końce obu wektorów obracają się po okręgu jednostkowym, ale w przeciwnych kierunkach.

## Transformacja unitarna Fouriera
Unitarną transformacją Fouriera z dziedziny czasu {\displaystyle t} w dziedzinę pulsacji (częstości kołowej) {\displaystyle \omega } nazywa się transformacją zadaną wzorem, który różni się od wzoru wyżej podanego jedynie stałą, stojącą przed znakiem całki, tj.
{\displaystyle {\hat {f}}(\omega )={\frac {1}{\sqrt {2\pi }}}\int \limits _{-\infty }^{\infty }f(t)e^{-i\omega t}dt.}
Transformacja odwrotna unitarna
{\displaystyle f(t)={\frac {1}{\sqrt {2\pi }}}\int \limits _{-\infty }^{\infty }{\hat {f}}(\omega )e^{i\omega t}d\omega .}

### Komentarz
- Czynnik {\displaystyle {\tfrac {1}{\sqrt {2\pi }}}} przed transformatą i transformatą odwrotną występuje umownie; zamiast takiej postaci może występować czynnik {\displaystyle {\tfrac {1}{2\pi }}} przed transformatą prostą, albo (częściej) przed transformacją odwrotną.
- Jeżeli jednak czynnik wynosi {\displaystyle {\tfrac {1}{\sqrt {2\pi }}},} wtedy transformacja i transformacja odwrotna są izometriami przestrzeni {\displaystyle L^{2}(\mathbb {R} ).}
- Pierwsza z dwu powyższych definicji jest popularniejsza, nie posiada jednak własności unitarności.

## Interpretacja ujemnych częstotliwości
W definicji transformaty Fouriera w postaci zespolonej mamy częstotliwości {\displaystyle \omega } w zakresie od {\displaystyle -\infty } do {\displaystyle +\infty ,} występujące w funkcji {\displaystyle f_{\omega }=e^{-i\omega t}.} W klasycznym rozumieniu teorii dotyczącej drgań i fal częstości kołowe {\displaystyle \omega } są wielkościami dodatnimi. Co oznaczają więc ujemne wartości częstotliwości? Sytuacja jest tu nieco inna niż w opisie zjawisk drgań i fal za pomocą liczb rzeczywistych, gdzie definiuje się pojęcie częstotliwości. Tu mamy do czynienia z funkcjami {\displaystyle f_{\omega }} zespolonymi o częstotliwościach {\displaystyle \omega } z zakresu liczb rzeczywistych. Każda funkcja może być przedstawiona jako obracający się w płaszczyźnie zespolonej wektor (wielkość obrotu zależy od czasu {\displaystyle t} występującego w każdej takiej funkcji), którego koniec porusza się po okręgu o promieniu równym 1 (tzw. okrąg jednostkowy).
Dla dodatnich wartości {\displaystyle \omega } wektory {\displaystyle f_{\omega }} obracają się przeciwnie do wskazówek zegara, dla ujemnych wartości {\displaystyle \omega } wektory {\displaystyle f_{\omega }} obracają się zgodnie ze wskazówkami zegara.
Piękna ilustrację transformacji Fouriera, w tym sens ujemnych częstotliwości, przedstawia animowane omówienie pt. But what is the Fourier Transform? A visual introduction

## Inne oznaczenia
Transformatę Fouriera oznacza się także symbolem
{\displaystyle F(j\omega )\equiv {\hat {f}}(\omega )=\int \limits _{-\infty }^{\infty }f(t)e^{-j\omega t}dt,}
gdzie {\displaystyle j\equiv i} – jednostka urojona (oznaczenie stosowane często w elektrotechnice, teorii przetwarzania sygnałów).
Oznaczenie to podkreśla, iż mamy do czynienia z transformatą Fouriera w postaci zespolonej, by odróżnić ją od transformat Fouriera kosinusowej i sinusowej. Używa się także symboliki {\displaystyle {\mathcal {F}}^{-1}[F(j\omega )]} na oznaczenie transformacji odwrotnej; wtedy mamy:
{\displaystyle f(t)={\mathcal {F}}^{-1}[F(j\omega )].}

## Przykład obliczania transformaty Fouriera
Mamy daną funkcję
{\displaystyle f(t)=\left\{{\begin{aligned}&t&&{\text{dla}}~~|t|<1\\&{\tfrac {1}{2}}\cdot {\text{ sgn}}(t)&&{\text{dla}}~~|t|=1\\&0&&{\text{dla}}~~|t|>1\end{aligned}}\right.}
Obliczamy
{\displaystyle {\hat {f}}(\omega )=\int \limits _{-\infty }^{\infty }f(t)e^{-i\omega t}dt,}
czyli
{\displaystyle {\hat {f}}(\omega )=\int \limits _{-1}^{1}te^{-i\omega t}dt=\int \limits _{-1}^{1}t\cos \omega t\,dt+i\int \limits _{-1}^{1}t\sin \omega t\,dt.}

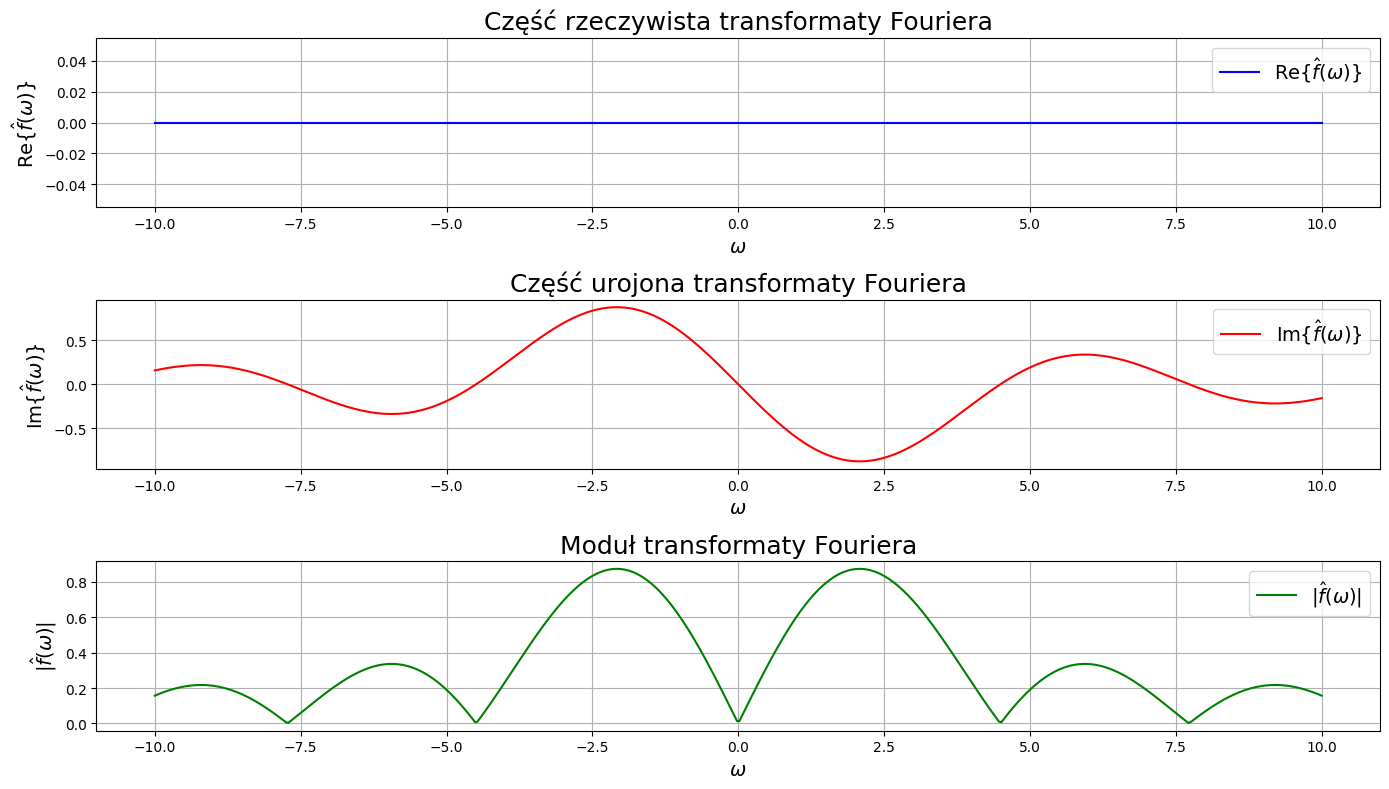
Transformata Fouriera funkcji jej część rzeczywista, urojona, moduł

Część rzeczywista obliczanej transformaty jest równa zeru z uwagi na nieparzystość funkcji {\displaystyle t\cos \omega t}, natomiast część zespolona ma wartość
{\displaystyle \int \limits _{-1}^{1}t\sin \omega t\,dt=2\int \limits _{0}^{1}t\sin \omega t\,dt=-2t{\frac {\cos \omega t}{\omega }}{\Bigg |}_{0}^{1}+{\frac {2}{\omega }}\int \limits _{0}^{1}\cos \omega t\,dt=-2{\frac {\cos \omega }{\omega }}+2{\frac {\sin \omega }{\omega ^{2}}}.}
Stąd
{\displaystyle {\hat {f}}(\omega )=0+i{\frac {2}{\omega ^{2}}}(\omega \cos \omega -\sin \omega ).}
Widmo amplitudowe czyli moduł transformaty {\displaystyle {\hat {f}}(\omega )}:
{\displaystyle |{\hat {f}}(\omega )|={\sqrt {Re({\hat {f}}(\omega ))^{2}+Im({\hat {f}}(\omega ))^{2}}}={\Bigg |}{\frac {2}{\omega ^{2}}}(\omega \cos \omega -\sin \omega ){\Bigg |}.}
Wyniki obliczeń pokazano na wykresach.

## Obliczanie numeryczne transformaty Fouriera
Obliczanie transformaty Fouriera w ogólnym przypadku nie jest proste i wymaga na ogół całkowania numerycznego. Poniżej podano kod programu w języku Python, który liczy zespoloną transformatę Fouriera wg wzoru całkowego i rysuje wykresy jej części rzeczywistej, urojonej oraz modułu.
Użytkownik może ustalić:
1. Definicję funkcji {\displaystyle f(x)} (linia nr 15).
2. Liczbę {\displaystyle N} określającą zakres częstotliwości {\displaystyle \omega \in <-N,N>} (linia nr 32).
3. Program można testować, korzystając np. z darmowego notatnika colab google online.

```
import
 
numpy
 
as
 
np

from
 
scipy.integrate
 
import
 
quad

import
 
matplotlib.pyplot
 
as
 
plt

''' Definicja funkcji f(t)=t

def f(t):

    if np.abs(t) < 1:

        return t

    elif np.abs(t) == 1:

        return 0.5 * np.sign(t)

    else:

        return 0

'''

# Definicja funkcji f(t) - impuls prostokątny

def
 
f
(
t
):

    
if
 
abs
(
t
-
a
)
 
<
 
1
:

        
return
 
1

    
elif
 
abs
(
t
-
a
)
 
==
 
1
:

        
return
 
0.5
 
*
 
np
.
sign
(
t
)

    
else
:

        
return
 
0

# Definicja transformacji Fouriera

def
 
fourier_transform
(
omega
):

    
integrand
 
=
 
lambda
 
t
:
 
f
(
t
)
 
*
 
np
.
exp
(
-
1
j
 
*
 
omega
 
*
 
t
)

    
real_part
 
=
 
quad
(
lambda
 
t
:
 
np
.
real
(
integrand
(
t
)),
 
-
np
.
inf
,
 
np
.
inf
)[
0
]

    
imag_part
 
=
 
quad
(
lambda
 
t
:
 
np
.
imag
(
integrand
(
t
)),
 
-
np
.
inf
,
 
np
.
inf
)[
0
]

    
return
 
real_part
 
+
 
1
j
 
*
 
imag_part

# Zakres częstotliwości omega

N
 
=
 
10

omega_values
 
=
 
np
.
linspace
(
-
N
,
 
N
,
 
500
)

fourier_values
 
=
 
np
.
array
([
fourier_transform
(
omega
)
 
for
 
omega
 
in
 
omega_values
])

# Wykresy: Re, Im oraz |F(ω)|

plt
.
figure
(
figsize
=
(
14
,
 
20
))

# Wykres części rzeczywistej

plt
.
subplot
(
3
,
 
1
,
 
1
)

plt
.
plot
(
omega_values
,
 
fourier_values
.
real
,
 
label
=
r
"Re$\{\hat
{f}
(\omega)\}$"
,
 
color
=
'blue'
)

plt
.
title
(
"Część rzeczywista transformaty Fouriera"
,
 
fontsize
=
30
)

plt
.
xlabel
(
r
"$\omega$"
,
 
fontsize
=
20
)

plt
.
ylabel
(
r
"Re$\{\hat
{f}
(\omega)\}$"
,
 
fontsize
=
14
)

plt
.
grid
(
True
)

plt
.
legend
(
fontsize
=
20
)

# Wykres części urojonej

plt
.
subplot
(
3
,
 
1
,
 
2
)

plt
.
plot
(
omega_values
,
 
fourier_values
.
imag
,
 
label
=
r
"Im$\{\hat
{f}
(\omega)\}$"
,
 
color
=
'red'
)

plt
.
title
(
"Część urojona transformaty Fouriera"
,
 
fontsize
=
30
)

plt
.
xlabel
(
r
"$\omega$"
,
 
fontsize
=
20
)

plt
.
ylabel
(
r
"Im$\{\hat
{f}
(\omega)\}$"
,
 
fontsize
=
14
)

plt
.
grid
(
True
)

plt
.
legend
(
fontsize
=
20
)

# Wykres modułu |F(ω)|

plt
.
subplot
(
3
,
 
1
,
 
3
)

plt
.
plot
(
omega_values
,
 
np
.
abs
(
fourier_values
),
 
label
=
r
"$|\hat
{f}
(\omega)|$"
,
 
color
=
'green'
)

plt
.
title
(
"Moduł transformaty Fouriera"
,
 
fontsize
=
30
)

plt
.
xlabel
(
r
"$\omega$"
,
 
fontsize
=
20
)

plt
.
ylabel
(
r
"$|\hat
{f}
(\omega)|$"
,
 
fontsize
=
14
)

plt
.
grid
(
True
)

plt
.
legend
(
fontsize
=
20
)

plt
.
tight_layout
()

plt
.
show
()

```

## Całki Fouriera jako całki niewłaściwe
Obliczanie transformaty Fouriera zadane jest de facto poprzez całki niewłaściwe, gdyż zmienna {\displaystyle t} jest określona w granicach od {\displaystyle -\infty } do {\displaystyle +\infty .} Obliczanie takich całek sprowadza się do liczenia tzw. wartości głównej całki (wg definicji podanej przez Cauchy’ego), tj. do liczenia jej jako granicy z całek obliczonych na skończonym przedziale całkowania:
{\displaystyle {\hat {f}}(\omega )=\lim _{T\to +\infty }\int \limits _{-T}^{T}f(t)\ e^{-it\omega }\,dt.}
Rzeczywiste sygnały zawsze mają skończony czas trwania. Natomiast można je teoretycznie przedłużać do nieskończoności – wtedy ma zastosowanie powyższy wzór.
Także funkcja pierwotna rekonstruowana z jej transformaty {\displaystyle {\hat {f}}(\omega )} poprzez transformację odwrotną jest zadana przez całkę niewłaściwą, gdyż zmienna {\displaystyle \omega } jest określona w granicach od {\displaystyle -\infty } do {\displaystyle +\infty .} I także obliczanie tej całki sprowadza się do liczenia wartości głównej całki, tj. do liczenia jej jako granicy z całek obliczonych na skończonym przedziale całkowania wg wzoru:
{\displaystyle f(t)={\frac {1}{2\pi }}\lim _{\omega \to +\infty }\int \limits _{-\omega }^{\omega }{\hat {f}}(u)\ e^{itu}\,du.}

## Interpretacja i związek z transformatą Laplace’a
W całce Fouriera funkcje harmoniczne {\displaystyle e^{-i\omega t}=\cos \omega t-i\sin \omega t,\omega \in R} mnożone są przez sygnał {\displaystyle f(t);} wynikowa całka dostarcza informacji nt. zawartości poszczególnych harmonicznych, wchodzących w skład sygnału (dokonuje rozkładu sygnału na jego widmo).
Transformacja Laplace’a wykonuje podobne działanie, ale o bardziej ogólnym charakterze: Za pomocą całki Laplace’a funkcja rzeczywista {\displaystyle f(t),} reprezentująca zmieniający się w czasie {\displaystyle t} sygnał (np. pole elektryczne fali, przychodzącej do odbiornika), jest transformowana na płaszczyznę S (płaszczyznę zespoloną); dokonuje się to poprzez scałkowanie iloczynu funkcji {\displaystyle f(t)} z wyrażeniami typu {\displaystyle e^{-st}} dla czasu {\displaystyle t} od {\displaystyle -\infty } do {\displaystyle +\infty {:}}
{\displaystyle \int _{-\infty }^{\infty }f(t)e^{-st}\,dt;}
przy tym {\displaystyle s=x+i\omega } jest liczbą zespoloną, stałą w procesie obliczania całki.
Funkcje {\displaystyle e^{-st}} w całce Laplace’a de facto mają postać {\displaystyle e^{-st}=e^{-xt}\cdot e^{-i\omega t}.} Dzięki temu pozwalają dokonać nie tylko analizy zawartości harmonicznych {\displaystyle e^{-i\omega t}} w sygnale {\displaystyle f(t),} ale również efektów zaniku sygnału lub jego wzrastania w czasie, poprzez funkcję {\displaystyle e^{-xt}.} Na przykład krzywa sinusoidalna tłumiona może być modelowana za pomocą transformacji Laplace’a. Transformacja Fouriera stanowi więc szczególny przypadek przekształcenia Laplace’a dla {\displaystyle s=i\omega .}
Podobnie uogólnieniem dyskretnej transformaty Fouriera stanowi transformata Z, z którą powiązana jest transformata Laplace’a (zob. metoda Tustina).

## Własności transformaty Fouriera
W tym rozdziale wprowadzono trzeci sposób definiowania transformaty Fouriera za pomocą częstotliwości {\displaystyle \nu ,} przy czym zachodzi związek {\displaystyle \omega ={2\pi }\nu .}
- W przypadku jednowymiarowym funkcja {\displaystyle f} jest klasy {\displaystyle L^{1},} czyli jest całkowalna w przedziale {\displaystyle (-\infty ,\infty ).}
- {\displaystyle {\hat {f}}} jest funkcją ciągłą. Nie musi natomiast być całkowalna w {\displaystyle \mathbb {R} ^{n}.}
- Jeśli {\displaystyle g(x)=f(x-\alpha ),} to {\displaystyle {\hat {g}}(\nu )=\int \limits _{-\infty }^{\infty }g(x)\ e^{-2\pi ix\nu }\,dx=\int \limits _{-\infty }^{\infty }f(x-\alpha )\ e^{-2\pi i(x-\alpha )\nu }e^{-2\pi i\alpha \nu }\,dx=e^{-2\pi i\alpha \nu }\int \limits _{-\infty }^{\infty }f(t)\ e^{-2\pi it\nu }\,dt=e^{-2\pi i\alpha \nu }{\hat {f}}(\nu ).}
- Jeśli {\displaystyle \alpha \neq 0} i {\displaystyle g(t)=f\left({\frac {t}{\alpha }}\right),} to {\displaystyle {\hat {g}}(\nu )=\int \limits _{-\infty }^{\infty }g(x)\ e^{-2\pi ix\nu }\,dx=\int \limits _{-\infty }^{\infty }f\left({\frac {x}{\alpha }}\right)\ e^{-2\pi i{\frac {x}{\alpha }}(\alpha \nu )}\alpha \,d\left({\frac {x}{\alpha }}\right)=\alpha \int \limits _{-\infty }^{\infty }f(t)\ e^{-2\pi it(\alpha \nu )}\,dt=\alpha {\hat {f}}(\alpha \nu ).}
- {\displaystyle {\widehat {f*g}}={\sqrt {2\pi }}{\hat {f}}{\hat {g}},} gdzie operacja {\displaystyle *} oznacza splot funkcji f i g
- Jeśli pochodna funkcji {\displaystyle f} należy do {\displaystyle L^{1}} i funkcja zeruje się poza pewnym przedziałem skończonym, to z całkowania przez części wynika, że: {\displaystyle {\hat {f'}}(\nu )=\int \limits _{-\infty }^{\infty }f'(x)e^{-2\pi ix\nu }\,dx=f(x)e^{-2\pi ix\nu }{\Big |}_{-\infty }^{\infty }+2\pi i\nu \int \limits _{-\infty }^{\infty }f(x)e^{-2\pi ix\nu }\,dx=2\pi i\nu {\hat {f}}(\nu ).}

### Właściwości transformat
|     | Funkcja                                                      | Transformata Fouriera unitarna, częstotliwość | Transformata Fouriera unitarna, pulsacja (częstość kołowa) | Transformata Fouriera pulsacja (częstość kołowa) | Uwagi |
| --- | ------------------------------------------------------------ | --- | --- | --- | --- |
|     | {\displaystyle f(x)}                                         | {\displaystyle {\hat {f}}(\nu )=} {\displaystyle {}\,\int \limits _{-\infty }^{\infty }f(x)e^{-2\pi ix\nu }\,dx}                                                            | {\displaystyle {\hat {f}}(\omega )=}{\displaystyle {\frac {1}{\sqrt {2\pi }}}\int \limits _{-\infty }^{\infty }f(x)e^{-i\omega x}\,dx}                                      | {\displaystyle {\hat {f}}(\omega )=} {\displaystyle {}\,\int \limits _{-\infty }^{\infty }f(x)e^{-i\omega x}\,dx}                                                           | |
| 101 | {\displaystyle a\cdot f(x)+b\cdot g(x)}                      | {\displaystyle a\cdot {\hat {f}}(\nu )+b\cdot {\hat {g}}(\nu )} | {\displaystyle a\cdot {\hat {f}}(\omega )+b\cdot {\hat {g}}(\omega )} | {\displaystyle a\cdot {\hat {f}}(\omega )+b\cdot {\hat {g}}(\omega )} | Liniowość |
| 102 | {\displaystyle f(x-a)}                                       | {\displaystyle e^{-2\pi ia\nu }{\hat {f}}(\nu )} | {\displaystyle e^{-ia\omega }{\hat {f}}(\omega )} | {\displaystyle e^{-ia\omega }{\hat {f}}(\omega )} | Przesunięcie oryginału w dziedzinie „czasu” |
| 103 | {\displaystyle e^{2\pi iax}f(x)}                             | {\displaystyle {\hat {f}}\left(\nu -a\right)} | {\displaystyle {\hat {f}}(\omega -2\pi a)} | {\displaystyle {\hat {f}}(\omega -2\pi a)} | Przesunięcie widma w dziedzinie częstotliwości, dualne względem 102 |
| 104 | {\displaystyle f(ax)}                                        | {\displaystyle {\frac {1}{\|a\|}}{\hat {f}}\left({\frac {\nu }{a}}\right)}                                                                                                  | {\displaystyle {\frac {1}{\|a\|}}{\hat {f}}\left({\frac {\omega }{a}}\right)}                                                                                               | {\displaystyle {\frac {1}{\|a\|}}{\hat {f}}\left({\frac {\omega }{a}}\right)}                                                                                               | Dla dużych wartości {\displaystyle \|a\|,} {\displaystyle f(ax)} zawęża się wokół zera, a {\displaystyle {\frac {1}{\|a\|}}{\hat {f}}\left({\frac {\omega }{a}}\right)} poszerza się i spłaszcza. |
| 105 |                                                              | | | | |
| 106 | {\displaystyle {\frac {d^{n}f(x)}{dx^{n}}}}                  | {\displaystyle (2\pi i\nu )^{n}{\hat {f}}(\nu )} | {\displaystyle (i\omega )^{n}{\hat {f}}(\omega )} | {\displaystyle (i\omega )^{n}{\hat {f}}(\omega )} | Transformata pochodnej |
| 107 | {\displaystyle x^{n}f(x)}                                    | {\displaystyle \left({\frac {i}{2\pi }}\right)^{n}{\frac {d^{n}{\hat {f}}(\nu )}{d\nu ^{n}}}}                                                                               | {\displaystyle i^{n}{\frac {d^{n}{\hat {f}}(\omega )}{d\omega ^{n}}}} | {\displaystyle i^{n}{\frac {d^{n}{\hat {f}}(\omega )}{d\omega ^{n}}}} | Ta właściwość jest dualna względem 106 |
| 108 | {\displaystyle (f*g)(x)}                                     | {\displaystyle {\hat {f}}(\nu ){\hat {g}}(\nu )} | {\displaystyle {\sqrt {2\pi }}{\hat {f}}(\omega ){\hat {g}}(\omega )} | {\displaystyle {\hat {f}}(\omega ){\hat {g}}(\omega )} | Notacja {\displaystyle f*g} oznacza splot funkcji {\displaystyle f} i {\displaystyle g} – tę właściwość określamy jako twierdzenie o splocie                                                      |
| 109 | {\displaystyle f(x)g(x)}                                     | {\displaystyle ({\hat {f}}*{\hat {g}})(\nu )} | {\displaystyle {\frac {({\hat {f}}*{\hat {g}})(\omega )}{\sqrt {2\pi }}}}                                                                                                   | {\displaystyle {\frac {1}{2\pi }}({\hat {f}}*{\hat {g}})(\omega )} | Właściwość dualna względem 108 |
| 110 | Dla funkcji {\displaystyle f(x)} rzeczywistej i parzystej    | {\displaystyle {\hat {f}}(\nu ),} {\displaystyle {\hat {f}}(\omega )} w postaci unitarnej oraz {\displaystyle {\hat {f}}(\omega )} są funkcjami rzeczywistymi i parzystymi. | {\displaystyle {\hat {f}}(\nu ),} {\displaystyle {\hat {f}}(\omega )} w postaci unitarnej oraz {\displaystyle {\hat {f}}(\omega )} są funkcjami rzeczywistymi i parzystymi. | {\displaystyle {\hat {f}}(\nu ),} {\displaystyle {\hat {f}}(\omega )} w postaci unitarnej oraz {\displaystyle {\hat {f}}(\omega )} są funkcjami rzeczywistymi i parzystymi. | |
| 111 | Dla funkcji {\displaystyle f(x)} rzeczywistej i nieparzystej | {\displaystyle {\hat {f}}(\nu ),} {\displaystyle {\hat {f}}(\omega )} w postaci unitarnej oraz {\displaystyle {\hat {f}}(\omega )} są funkcjami urojonymi i nieparzystymi.  | {\displaystyle {\hat {f}}(\nu ),} {\displaystyle {\hat {f}}(\omega )} w postaci unitarnej oraz {\displaystyle {\hat {f}}(\omega )} są funkcjami urojonymi i nieparzystymi.  | {\displaystyle {\hat {f}}(\nu ),} {\displaystyle {\hat {f}}(\omega )} w postaci unitarnej oraz {\displaystyle {\hat {f}}(\omega )} są funkcjami urojonymi i nieparzystymi.  | |

## Najprzydatniejsze pary transformat
W przestrzeniach funkcji dobrze określonych, takich jak {\displaystyle L^{2}(\mathbb {R} )} lub przestrzeń funkcji szybko malejących w nieskończoności {\displaystyle {\mathcal {S}}(\mathbb {R} )} transformacja Fouriera przyporządkowuje wzajemnie jednoznacznie funkcji (oryginałowi) jej transformatę. Oryginał i jego transformata określana są wtedy jako para fourierowska.

### Funkcje całkowalne z kwadratem
W tabeli zestawiony jest oryginał oraz jego transformaty w dziedzinie częstotliwości i pulsacji.
Uwaga: Tu {\displaystyle x} oznacza zmienną funkcji pierwotnej {\displaystyle f,} zamiast oznaczenia {\displaystyle t.}
|     | Funkcja                                       | Transformata Fouriera unitarna, częstotliwość | Transformata Fouriera unitarna, pulsacja (częstość kołowa) | Transformata Fouriera pulsacja (częstość kołowa) | Uwagi |
| --- | --------------------------------------------- | --- | --- | --- | --- |
|     | {\displaystyle f(x)}                          | {\displaystyle {\hat {f}}(\nu )=} {\displaystyle {}\,\int \limits _{-\infty }^{\infty }f(x)e^{-2\pi ix\nu }\,dx}                                     | {\displaystyle {\hat {f}}(\omega )=} {\displaystyle {\frac {1}{\sqrt {2\pi }}}\int \limits _{-\infty }^{\infty }f(x)e^{-i\omega x}\,dx}                                                     | {\displaystyle {\hat {f}}(\omega )=} {\displaystyle {}\,\int \limits _{-\infty }^{\infty }f(x)e^{-i\omega x}\,dx}                                                   | |
| 201 | {\displaystyle \operatorname {rect} (ax)}     | {\displaystyle {\frac {1}{\|a\|}}\cdot \operatorname {sinc} \left({\frac {\nu }{a}}\right)}                                                          | {\displaystyle {\frac {1}{{\sqrt {2\pi }}\|a\|}}\cdot \operatorname {sinc} \left({\frac {\omega }{2\pi a}}\right)}                                                                          | {\displaystyle {\frac {1}{\|a\|}}\cdot \operatorname {sinc} \left({\frac {\omega }{2\pi a}}\right)}                                                                 | Funkcja prostokątna i normalizowana funkcja sinc, definiowana jako {\displaystyle \operatorname {sinc} (x)=sin(\pi x)/(\pi x)}                                                                                           |
| 202 | {\displaystyle \operatorname {sinc} (ax)}     | {\displaystyle {\frac {1}{\|a\|}}\cdot \operatorname {rect} \left({\frac {\nu }{a}}\right)}                                                          | {\displaystyle {\frac {1}{{\sqrt {2\pi }}\|a\|}}\cdot \operatorname {rect} \left({\frac {\omega }{2\pi a}}\right)}                                                                          | {\displaystyle {\frac {1}{\|a\|}}\cdot \operatorname {rect} \left({\frac {\omega }{2\pi a}}\right)}                                                                 | Relacja dualna do 201. funkcja prostokątna jest filtrem dolnoprzepustowym, a funkcja sinc jest odpowiedzią impulsową dla takiego filtra.                                                                                 |
| 203 | {\displaystyle \operatorname {sinc} ^{2}(ax)} | {\displaystyle {\frac {1}{\|a\|}}\cdot \operatorname {tri} \left({\frac {\nu }{a}}\right)}                                                           | {\displaystyle {\frac {1}{{\sqrt {2\pi }}\|a\|}}\cdot \operatorname {tri} \left({\frac {\omega }{2\pi a}}\right)}                                                                           | {\displaystyle {\frac {1}{\|a\|}}\cdot \operatorname {tri} \left({\frac {\omega }{2\pi a}}\right)}                                                                  | Funkcja {\displaystyle \operatorname {tri} (x)=\lambda (x)} jest funkcją trójkątną |
| 204 | {\displaystyle \operatorname {tri} (ax)}      | {\displaystyle {\frac {1}{\|a\|}}\cdot \operatorname {sinc} ^{2}\left({\frac {\nu }{a}}\right)}                                                      | {\displaystyle {\frac {1}{{\sqrt {2\pi }}\|a\|}}\cdot \operatorname {sinc} ^{2}\left({\frac {\omega }{2\pi a}}\right)}                                                                      | {\displaystyle {\frac {1}{\|a\|}}\cdot \operatorname {sinc} ^{2}\left({\frac {\omega }{2\pi a}}\right)}                                                             | Związek dualny względem 203. |
| 205 | {\displaystyle e^{-ax}H(x)}                   | {\displaystyle {\frac {1}{a+2\pi i\nu }}} | {\displaystyle {\frac {1}{{\sqrt {2\pi }}(a+i\omega )}}} | {\displaystyle {\frac {1}{a+i\omega }}} | {\displaystyle H(x)} jest funkcją skoku Heaviside’a, {\displaystyle a>0.} |
| 206 | {\displaystyle e^{-\alpha x^{2}}}             | {\displaystyle {\sqrt {\frac {\pi }{\alpha }}}\cdot e^{-{\frac {(\pi \nu )^{2}}{\alpha }}}}                                                          | {\displaystyle {\frac {1}{\sqrt {2\alpha }}}\cdot e^{-{\frac {\omega ^{2}}{4\alpha }}}} | {\displaystyle {\sqrt {\frac {\pi }{\alpha }}}\cdot e^{-{\frac {\omega ^{2}}{4\alpha }}}}                                                                           | Funkcja Gaussa {\displaystyle \exp(-\alpha x^{2})} jest funkcją własną przekształcenia Fouriera dla odpowiednio dobranego {\displaystyle \alpha .} Funkcja jest całkowalna dla {\displaystyle \mathrm {Re} (\alpha )>0.} |
| 207 | {\displaystyle \operatorname {e} ^{-a\|x\|}}  | {\displaystyle {\frac {2a}{a^{2}+4\pi ^{2}\nu ^{2}}}}                                                                                                | {\displaystyle {\sqrt {\frac {2}{\pi }}}\cdot {\frac {a}{a^{2}+\omega ^{2}}}} | {\displaystyle {\frac {2a}{a^{2}+\omega ^{2}}}} | Dla {\displaystyle a>0.} |
| 208 | {\displaystyle {\frac {J_{n}(x)}{x}}}         | {\displaystyle {\frac {2i}{n}}(-i)^{n}\cdot U_{n-1}(2\pi \nu )} {\displaystyle \cdot \ {\sqrt {1-4\pi ^{2}\nu ^{2}}}\operatorname {rect} (\pi \nu )} | {\displaystyle {\sqrt {\frac {2}{\pi }}}{\frac {i}{n}}(-i)^{n}\cdot U_{n-1}(\omega )} {\displaystyle \cdot \ {\sqrt {1-\omega ^{2}}}\operatorname {rect} \left({\frac {\omega }{2}}\right)} | {\displaystyle {\frac {2i}{n}}(-i)^{n}\cdot U_{n-1}(\omega )} {\displaystyle \cdot \ {\sqrt {1-\omega ^{2}}}\operatorname {rect} \left({\frac {\omega }{2}}\right)} | {\displaystyle J_{n}(x)} oznacza funkcję Bessela {\displaystyle n}-tego rzędu, pierwszego rodzaju. {\displaystyle U_{n}(x)} to wielomiany Czebyszewa drugiego rodzaju. (patrz punkty 315 i 316 poniżej).                 |
| 209 | {\displaystyle \operatorname {sech} (ax)}     | {\displaystyle {\frac {\pi }{a}}\operatorname {sech} \left({\frac {\pi ^{2}}{a}}\nu \right)}                                                         | {\displaystyle {\frac {1}{a}}{\sqrt {\frac {\pi }{2}}}\operatorname {sech} \left({\frac {\pi }{2a}}\omega \right)}                                                                          | {\displaystyle {\frac {\pi }{a}}\operatorname {sech} \left({\frac {\pi }{2a}}\omega \right)}                                                                        | Secans hiperboliczny jest funkcją własną transformcji Fouriera |

### Dystrybucje
Dystrybucje, określane też jako funkcje uogólnione nie posiadają transformat w sensie określonym przez powyższe definicje. Możliwe jest jednak uogólnienie pojęcia transformaty i przyjęcie, że uzyskujemy w wyniku przejścia do granicy ciągu transformat lub wychodząc od szeregu Fouriera funkcji okresowej.
|     | Funkcja                                                   | Transformata Fouriera unitarna, częstotliwość                                                                                       | Transformata Fouriera unitarna, pulsacja (częstość kołowa) | Transformata Fouriera pulsacja (częstość kołowa)                                                                                             | Uwagi |
| --- | --------------------------------------------------------- | --- | --- | --- | --- |
|     | {\displaystyle f(x)}                                      | {\displaystyle {\hat {f}}(\nu )=} {\displaystyle {}\,\int \limits _{-\infty }^{\infty }f(x)e^{-2\pi ix\nu }\,dx}                    | {\displaystyle {\hat {f}}(\omega )=} {\displaystyle {\frac {1}{\sqrt {2\pi }}}\int \limits _{-\infty }^{\infty }f(x)e^{-i\omega x}\,dx}                              | {\displaystyle {\hat {f}}(\omega )=} {\displaystyle {}\,\int \limits _{-\infty }^{\infty }f(x)e^{-i\omega x}\,dx}                            | |
| 301 | {\displaystyle 1}                                         | {\displaystyle \delta (\nu )} | {\displaystyle {\sqrt {2\pi }}\cdot \delta (\omega )} | {\displaystyle 2\pi \delta (\omega )} | {\displaystyle \delta (\omega )} oznacza deltę Diraca. |
| 302 | {\displaystyle \delta (x)}                                | {\displaystyle 1} | {\displaystyle {\frac {1}{\sqrt {2\pi }}}} | {\displaystyle 1} | Co wynika z zasady 301. |
| 303 | {\displaystyle e^{iax}}                                   | {\displaystyle \delta \left(\nu -{\frac {a}{2\pi }}\right)}                                                                         | {\displaystyle {\sqrt {2\pi }}\cdot \delta (\omega -a)} | {\displaystyle 2\pi \delta (\omega -a)} | Co wynika z własności 103 i 301. |
| 304 | {\displaystyle \cos(ax)}                                  | {\displaystyle {\frac {\displaystyle \delta \left(\nu -{\frac {a}{2\pi }}\right)+\delta \left(\nu +{\frac {a}{2\pi }}\right)}{2}}}  | {\displaystyle {\sqrt {2\pi }}\cdot {\frac {\delta (\omega -a)+\delta (\omega +a)}{2}}}                                                                              | {\displaystyle \pi \left(\delta (\omega -a)+\delta (\omega +a)\right)}                                                                       | Co wynika ze 101 i 303 przy zastosowaniu wzoru Eulera: {\displaystyle \cos(ax)=(e^{iax}+e^{-iax})/2.} |
| 305 | {\displaystyle \sin(ax)}                                  | {\displaystyle {\frac {\displaystyle \delta \left(\nu +{\frac {a}{2\pi }}\right)-\delta \left(\nu -{\frac {a}{2\pi }}\right)}{2i}}} | {\displaystyle {\sqrt {2\pi }}\cdot {\frac {\delta (\omega +a)-\delta (\omega -a)}{2i}}}                                                                             | {\displaystyle -i\pi \left(\delta (\omega +a)-\delta (\omega -a)\right)}                                                                     | Co wynika ze 101 i 303, przy zastosowaniu {\displaystyle \sin(ax)=(e^{iax}-e^{-iax})/(2i).} |
| 306 | {\displaystyle \cos(ax^{2})}                              | {\displaystyle {\sqrt {\frac {\pi }{a}}}\cos \left({\frac {\pi ^{2}\nu ^{2}}{a}}-{\frac {\pi }{4}}\right)}                          | {\displaystyle {\frac {1}{\sqrt {2a}}}\cos \left({\frac {\omega ^{2}}{4a}}-{\frac {\pi }{4}}\right)}                                                                 | {\displaystyle {\sqrt {\frac {\pi }{a}}}\cos \left({\frac {\omega ^{2}}{4a}}-{\frac {\pi }{4}}\right)}                                       | |
| 307 | {\displaystyle \sin(ax^{2})}                              | {\displaystyle -{\sqrt {\frac {\pi }{a}}}\sin \left({\frac {\pi ^{2}\nu ^{2}}{a}}-{\frac {\pi }{4}}\right)}                         | {\displaystyle {\frac {-1}{\sqrt {2a}}}\sin \left({\frac {\omega ^{2}}{4a}}-{\frac {\pi }{4}}\right)}                                                                | {\displaystyle -{\sqrt {\frac {\pi }{a}}}\sin \left({\frac {\omega ^{2}}{4a}}-{\frac {\pi }{4}}\right)}                                      | |
| 308 | {\displaystyle x^{n}}                                     | {\displaystyle \left({\frac {i}{2\pi }}\right)^{n}\delta ^{(n)}(\nu )}                                                              | {\displaystyle i^{n}{\sqrt {2\pi }}\delta ^{(n)}(\omega )} | {\displaystyle 2\pi i^{n}\delta ^{(n)}(\omega )}                                                                                             | Gdzie {\displaystyle n} jest liczbą naturalną a {\displaystyle \delta ^{(n)}(\xi )} jest {\displaystyle n}-tą pochodną delty Diraca. Wynika to ze 107 i 301. Stosując tę formułę z 101, można transformować dowolne wielomiany. |
| 309 | {\displaystyle {\frac {1}{x}}}                            | {\displaystyle -i\pi \operatorname {sgn}(\nu )}                                                                                     | {\displaystyle -i{\sqrt {\frac {\pi }{2}}}\operatorname {sgn}(\omega )}                                                                                              | {\displaystyle -i\pi \operatorname {sgn}(\omega )}                                                                                           | Gdzie {\displaystyle \operatorname {sgn}(\xi )} to funkcja znaku. Zauważmy, że {\displaystyle 1/x} nie jest dystrybucją. Własność przydatna w odniesieniu do transformaty Hilberta.                                             |
| 310 | {\displaystyle {\frac {1}{x^{n}}}}                        | {\displaystyle -i\pi {\frac {(-2\pi i\nu )^{n-1}}{(n-1)!}}\operatorname {sgn}(\nu )}                                                | {\displaystyle -i{\sqrt {\frac {\pi }{2}}}\cdot {\frac {(-i\omega )^{n-1}}{(n-1)!}}\operatorname {sgn}(\omega )}                                                     | {\displaystyle -i\pi {\frac {(-i\omega )^{n-1}}{(n-1)!}}\operatorname {sgn}(\omega )}                                                        | Uogólnienie 309. |
| 311 | {\displaystyle {\frac {1}{\sqrt {\|x\|}}}}                | {\displaystyle {\frac {1}{\sqrt {\|\nu \|}}}}                                                                                       | {\displaystyle {\frac {1}{\sqrt {\|\omega \|}}}} | {\displaystyle {\frac {\sqrt {2\pi }}{\sqrt {\|\omega \|}}}}                                                                                 | |
| 312 | {\displaystyle \operatorname {sgn}(x)}                    | {\displaystyle {\frac {1}{i\pi \nu }}}                                                                                              | {\displaystyle {\sqrt {\frac {2}{\pi }}}\cdot {\frac {1}{i\omega }}}                                                                                                 | {\displaystyle {\frac {2}{i\omega }}} | Dualne do 309. |
| 313 | {\displaystyle H(x)}                                      | {\displaystyle {\frac {1}{2}}\left({\frac {1}{i\pi \nu }}+\delta (\nu )\right)}                                                     | {\displaystyle {\sqrt {\frac {\pi }{2}}}\left({\frac {1}{i\pi \omega }}+\delta (\omega )\right)}                                                                     | {\displaystyle \pi \left({\frac {1}{i\pi \omega }}+\delta (\omega )\right)}                                                                  | Funkcja {\displaystyle H(x)} jest funkcją Heaviside’a; to wynika ze 101, 301 i 312. |
| 314 | {\displaystyle \sum _{n=-\infty }^{\infty }\delta (t-nT)} | {\displaystyle {\frac {1}{T}}\sum _{k=-\infty }^{\infty }\delta \left(\nu -{\frac {k}{T}}\right)}                                   | {\displaystyle {\frac {\sqrt {2\pi }}{T}}\sum _{k=-\infty }^{\infty }\delta \left(\omega -{\frac {2\pi k}{T}}\right)}                                                | {\displaystyle {\frac {2\pi }{T}}\sum _{k=-\infty }^{\infty }\delta \left(\omega -{\frac {2\pi k}{T}}\right)}                                | Funkcja grzebieniowa. Do wyznaczenia z 302 i 102, wraz z faktem, że {\displaystyle \sum _{n=-\infty }^{\infty }e^{inx}=\sum _{k=-\infty }^{\infty }\delta (x+2\pi k)} jako dystrybucje.                                         |
| 315 | {\displaystyle J_{0}(x)}                                  | {\displaystyle {\frac {2\,\operatorname {rect} (\pi \nu )}{\sqrt {1-4\pi ^{2}\nu ^{2}}}}}                                           | {\displaystyle {\sqrt {\frac {2}{\pi }}}\cdot {\frac {\operatorname {rect} \left(\displaystyle {\frac {\omega }{2}}\right)}{\sqrt {1-\omega ^{2}}}}}                 | {\displaystyle {\frac {2\,\operatorname {rect} \left(\displaystyle {\frac {\omega }{2}}\right)}{\sqrt {1-\omega ^{2}}}}}                     | {\displaystyle J_{0}(x)} funkcją Bessela pierwszego rodzaju, rzędu zerowego. |
| 316 | {\displaystyle J_{n}(x)}                                  | {\displaystyle {\frac {2(-i)^{n}T_{n}(2\pi \nu )\operatorname {rect} (\pi \nu )}{\sqrt {1-4\pi ^{2}\nu ^{2}}}}}                     | {\displaystyle {\sqrt {\frac {2}{\pi }}}{\frac {(-i)^{n}T_{n}(\omega )\operatorname {rect} \left(\displaystyle {\frac {\omega }{2}}\right)}{\sqrt {1-\omega ^{2}}}}} | {\displaystyle {\frac {2(-i)^{n}T_{n}(\omega )\operatorname {rect} \left(\displaystyle {\frac {\omega }{2}}\right)}{\sqrt {1-\omega ^{2}}}}} | Uogólnienie 315. Funkcja {\displaystyle J_{n}(x)} jest funkcją Bessela {\displaystyle n}-tego rzędu, pierwszego rodzaju. Funkcja {\displaystyle T_{n}(x)} jest wielomianem Czebyszewa pierwszego rodzaju.                       |

## Zastosowanie dla potrzeb przetwarzania sygnałów
Zależność określającą transmitancję widmową {\displaystyle H(j\omega )} można wyznaczyć:
- przechodząc z transmitancji operatorowej przez podstawienie {\displaystyle s=j\omega ,}
- uzyskując odpowiedź układu dynamicznego na dowolny sygnał wejściowy reprezentowany przez złożenie harmonicznych składowych sinusoidalnych (zob. też charakterystyka sinusoidalna, charakterystyka częstotliwościowa),
- za pomocą transformaty Fouriera.

Pojedyncza zespolona składowa harmoniczna o amplitudzie {\displaystyle A_{we},} pulsacji {\displaystyle \omega } i fazie {\displaystyle p_{we}}
{\displaystyle x(t)=A_{we}e^{j(\omega t+p_{we})},}
(gdzie {\displaystyle j} oznacza jednostkę urojoną), generuje odpowiedź na wyjściu układu w postaci sygnału sinusoidalnego o amplitudzie {\displaystyle A_{wy}} i fazie {\displaystyle p_{wy}{:}}
{\displaystyle y(t)=A_{wy}e^{j(\omega t+p_{wy})}.}
Warto zwrócić uwagę na fakt, że częstotliwość {\displaystyle \omega } pozostała taka sama, jedynie amplituda i faza sygnału uległy zmianie w układzie. Transmitancja {\displaystyle H(j\omega )} opisuje charakter tych zmian w całym spektrum częstotliwości (tj. dla każdej częstotliwości {\displaystyle \omega }). Moduł transmitancji opisuje wzmocnienie układu:
{\displaystyle {\frac {A_{wy}}{A_{we}}}=|H(j\omega )|,}
a argument tej transmitancji opisuje przesunięcie fazowe wprowadzane przez układ:
{\displaystyle p_{wy}-p_{we}=\arg(H(j\omega )).}
Transmitancja {\displaystyle H(j\omega )}
Dla przypadku układów dyskretnych wyrażenie
{\displaystyle {\frac {y(i)}{u(i)}}=z^{-k}{\frac {B(z^{-1})}{A(z^{-1})}}{\Bigg |}_{z=e^{j\omega T_{p}}}=K(e^{-j\omega T_{p}})}
definiuje dyskretną transmitancję widmową.

## Transformacja Fouriera wielowymiarowa
Transformatę Fouriera można określić dla funkcji {\displaystyle f\in L^{1}(\mathbb {R} ^{n}),} gdzie {\displaystyle L^{1}(\mathbb {R} ^{n})} jest przestrzenią wektorową funkcji całkowalnych na {\displaystyle \mathbb {R} ^{n},} za pomocą wzoru:
{\displaystyle {\hat {f}}(\omega )=\int \limits _{\mathbb {R} ^{n}}f(x)\ e^{-i(x,\omega )}\,dx,}
gdzie:
- {\displaystyle i} – jednostka urojona {\displaystyle (i^{2}=-1),}
- {\displaystyle (x,\omega )} – iloczyn skalarny wektorów {\displaystyle x,\omega \in \mathbb {R} ^{n}.}

### Twierdzenia
Tw. 1. Transformata {\displaystyle {\hat {f}}(\omega )} jest funkcją istotnie ograniczoną: {\displaystyle {\hat {f}}\in L^{\infty }(\mathbb {R} ^{n})} (wynika to z twierdzenia Riemanna-Lebesgue’a).
Tw. 2. W przypadku gdy funkcja {\displaystyle f} jest ponadto całkowalna z kwadratem (czyli {\displaystyle f\in L^{1}(\mathbb {R} ^{n})\cap L^{2}(\mathbb {R} ^{n})}), transformata {\displaystyle {\hat {f}}(\omega )} jest również całkowalna z kwadratem. Innymi słowy, transformacja Fouriera jest odwzorowaniem przestrzeni:
{\displaystyle {\mathcal {F}}\colon L^{1}(\mathbb {R} ^{n})\cap L^{2}(\mathbb {R} ^{n})\to L^{2}(\mathbb {R} ^{n}).}
Tw. 3. Twierdzenie Plancherela wówczas mówi, że odwzorowanie to przedłuża się do izometrii przestrzeni {\displaystyle L^{2}(\mathbb {R} ^{n})} na siebie.